# David Fraser (militar canadiense)

General de División David Fraser (OMM, MSC, MSM, CD) militar canadiense, excomandante de la brigada Multinacional canadiense para el Comando Regional Sur en la denominada guerra de Afganistán. El excomandante de la Brigada Multinacional en Kandahar, Afganistán, el general de brigada Fraser es un distinguido canadiense que ha expuesto los más altos estándares de liderazgo a lo largo de su carrera al servicio de las fuerzas canadienses y Canadá. 

## Biografía inicial
David Fraser, fue comandante de un grupo canadiense de Brigada Mecanizada (Edmonton, Alberta).
Fraser se ha desempeñado en diversos puestos de mando y personal de la PPCLI de pelotón a comandante de batallón en tanto los Batallones de Segunda y Tercera. En 1990, asistió a la Curso de Comando y Estado Mayor en Toronto. Después de Toronto, asistió a clases de idiomas francés en Ottawa .
Fue comisionado como oficial de infantería de Infantería Ligera Canadiense de la Princesa Patricia (PPCLI) después de graduarse de la Universidad de Carleton en 1980.
En 1992 fue destinado a Wainwright, Alberta como el Instructor Segundo al mando y jefe de la escuela del área de batalla occidental. Después de dos años en la escuela, fue asignado a trabajar con el Ejército francés como Asistente Militar de los franceses como general al mando en Sarajevo en 1994/95. Fue galardonado con la Medalla de Servicio Meritorio por sus acciones durante la guerra Civil de Bosnia.
Tras el ascenso a teniente coronel, que estaba estacionado en Calgary como Jefe del Estado Mayor del Distrito de Alberta, y en 1996, asumió el mando del 2PPCLI. Tomó el batallón a Bosnia como el Grupo de Batalla primer canadiense con la SFOR. Su gira con el Batallón incluido el apoyo a la tormenta de hielo de Quebec en 1998.
Después de mando, se trasladó a Ottawa y trabajó como director de Preparación de la Fuerza Terrestre 3, responsable de toda la planificación del Ejército y las tareas. Jugó un papel importante en la planificación de la participación de Canadá en Kosovo y Honduras.  Fraser fue asignado como Director del Proyecto para la Reestructuración de la Reserva de la Fuerza Terrestre, responsable del desarrollo de nuevas capacidades del Ejército y las tareas para la Reserva del Ejército.
Fraser completó su maestría en Gestión de Políticas de Defensa en el Royal Military College de Canadá y de la reina y fue ascendido a coronel en 2001.
En 2003 Fraser se envió al Grupo de Planificación Binacional en Colorado Springs, Colorado, donde se desempeñó como Codirector hasta 2005. Fue condecorado con la Legión de los Estados Unidos al Mérito por su labor.
El 29 de junio de 2005, Fraser asumió el mando de un grupo canadiense Brigada Mecanizada y fue ascendido a general de brigada poco después. Fraser asumió oficialmente el mando de la Brigada Multinacional (Regional Sur de comandos) en Afganistán el 28 de febrero de 2006 hasta noviembre de 2006. 
Asumió el papel de comandante de la Escuela de las Fuerzas Canadienses en julio de 2007.

## Brigada Multinacional Región Sur (Afganistán)
Fue el Comandante de la Brigada canadiense liderado por multinacionales para Comando Regional Sur (MNB RC (Sur) en Afganistán. Estuvo a cargo de Canadá y las operaciones de la ISAF., llevando una fuerza de unos 6.000 soldados de Canadá y de otros siete países, incluyendo: el Reino Unido, los Países Bajos, EE. UU., Australia, Dinamarca, Rumanía, Estonia e hizo volver el mando a los Países Bajos en noviembre de 2006, 200 miembros de la CF con la Sede de la Brigada Multinacional y Squadron Signal (MNB HQ Sig Sqn) en Kandahar. 
El General de División Fraser, quien llegó a Kandahar como oficial superior de Canadá en el sur de Afganistán a principios de 2006. Desde 2010 ha mandado la primera división canadiense y la Doctrina de la Fuerza de Tierra y el Sistema de Formación (LFDTS).
Fraser transfirió su autoridad de mando del Mayor General Jim Ferron y el General Steve Bowes el 13 de junio de 2011, durante una ceremonia de cambio en CFB Kingston.

## Condecoraciones
Por su liderazgo, fue galardonado con la Estrella de Bronce Estados Unidos, la Medalla al Mérito en Holanda de oro, la Medalla de Servicio Meritorio de la OTAN y de la Cruz canadiense al Servicio Meritorio. Fue el ganador del Premio Conferencia de Asociaciones de Defensa Instituto Vimy en 2006 por "aportes significativos y relevantes para la defensa y la seguridad de Canadá". En 2007, recibió el premio Consejo Atlántico de Canadá por su, excepcional contribución a la promoción de la paz y la seguridad internacionales, por su liderazgo 'de Comandante de la Brigada Multinacional (Regional Sur de comandos) en Afganistán en 2006.

## Vida personal
El brigadier general Fraser se casó con Poppie Veenstra, un artista talentoso, y tienen dos hijos, Andrew y Daniel.